# Монтезоларо (Комо)
Монтезоларо је насеље у Италији у округу Комо, региону Ломбардија.
Према процени из 2011. у насељу је живело 1620 становника. Насеље се налази на надморској висини од 316 м.